# Supraleitende Kamera
Die Supraleitende Kamera (SCAM) ist ein Fotoapparat zum Nachweis einzelner Photonen, entwickelt von der  ESA. Sie besteht aus Josephson-Kontakten, die bei einer Temperatur von 0,3 Kelvin betrieben werden.
Sie kann im Gegensatz zu Charge-coupled Devices auch die Wellenlänge von einfallenden Photonen detektieren.
Die Anzahl der durch ein einfallendes Photon freigesetzten Elektronen ist proportional zu dessen Energie. Pro Elektronenvolt sind dies etwa 18.000 Elektronen, wodurch eine Bestimmung der Wellenlänge des registrierten Photons ermöglicht wird. Zum Vergleich wird in einer CCD pro detektiertem Photon nur ein Elektron freigesetzt.